# Zuidelijke prikken
Buidelprikken of zuidelijke gestreepte prikken (Geotriidae) zijn een familie van kaakloze vissen (Agnatha).

## Taxonomie
De volgende geslachten zijn bij de familie ingedeeld:
- Geotria Gray, 1851
  - Geotria australis Gray, 1851
  - Geotria gallegensis Smitt, 1901
  - Geotria macrostoma Burmeister, 1868